# Avonlea (Île-du-Prince-Édouard)
Pour les articles homonymes, voir Avonlea.
Avonlea est une communauté fictive située sur l'Île-du-Prince-Édouard, Canada, et est le cadre du roman de Lucy Maud Montgomery, Anne... la maison aux pignons verts, qui raconte les aventures d'Anne Shirley, ainsi que ses suites et les séries télévisées Les Contes d'Avonlea.
Montgomery a tiré son inspiration pour Avonlea de ses souvenirs d'enfance dans les communautés agricoles aux alentours de Cavendish, New Glasgow, New London, Hunter River et Park Corner à la fin du XIXe siècle.
Dans les ouvrages de L.M Montgomery, Avonlea est situé sur la rive nord de l'Île-du-Prince-Édouard sur une petite péninsule. Ses industries principales sont l'agriculture et la pêche de homards. Les communautés avoisinantes fictives incluent Carmody, White Sands, Grafton, Bright River, Newbridge et Spencervale.
Cadre repris dans le roman de Sarah McCoy "Marilla of Green Gables" ("Le bruissement du papier et des désirs" en français), 2018.